# Isola Trimelone
L'Isola Trimelone è un'isola del lago di Garda amministrativamente appartenente a Brenzone sul Garda.

## Geografia
Situata tra Cassone e Assenza, a circa 300 m dalla costa, si estende per circa 260 m di lunghezza per una larghezza approssimativa di 60 m.

## Storia
La sua posizione vicina alla costa, ma allo stesso tempo facilmente difendibile, ne assicurò per secoli rilevanza militare. Già nel X secolo fu fortificata, assieme ad altri luoghi sul Garda, a protezione delle ripetute scorrerie estive degli ungari. Del resto anche sulla terraferma di Brenzone sul Garda esistevano altre due fortificazioni a Castello e a Castelletto, i cui toponimi sono autoesplicativi. Lì fu costruito un piccolo castello, al quale probabilmente risaliva, come materiale di riutilizzo, la parte di lapide romana del primo secolo D.C. ritrovata in occasione dell’ultima ricostruzione nel 1912. Quel primo castello venne  distrutto poi dalle truppe di Federico Barbarossa nel 1158 ed in seguito ricostruito dai Della Scala nel tredicesimo secolo. Anche questa seconda fortificazione cadde in rovina e divenne ad un certo punto di proprietà dei nobili Spolverini che avevano palazzo nella antistante contrada di Assenza.
Tornata di proprietà pubblica nel 1912 avvenne la sua terza rinascita come fortificazione militare in funzione antiaustriaca come parte di una vasta rete di forti comunicanti fra loro, ad esempio da qui al forte di Naole sul Baldo in territorio di San Zeno di Montagna, e da questo  oltre l’Adige al forte di Monte Tesoro in territorio  di Sant’Anna d’Alfaedo.
Durante la prima guerra mondiale, l'isola fu utilizzata come avamposto dal regno d'Italia contro l' Impero austro-ungarico e la guarnigione era ospitata nello stesso palazzo Spolverini ad Assenza e consisteva nel Battaglione Lombardo Volontari Ciclisti Automobilisti di cui facevano parte vari esponenti del movimento artistico dei futuristi. Tuttavia, a causa del fatto che nei primi giorni di guerra l’esercito italiano avanzò di diversi chilometri, i suoi cannoni non furono mai impiegati nel combattimento. Tale funzione fu svolta dalle batterie di artiglieria della Regia Marina più a nord in quota nel territorio di Malcesine.
Evacuata nel 1930, fu nuovamente utilizzata durante la seconda guerra mondiale. Benito Mussolini si recò nel marzo 1945 per rendere la sua ultima intervista al giornalista e pittore Ivanoe Fossani. che pure aveva abitazione ad Assenza.
Nel secondo dopoguerra le possenti strutture fortificate, relativamente lontane da abitazioni, furono utilizzate dalla ditta privata Catellani  per il disinnesco di ordigni bellici portati qui da varie zone del nord Italia. Se ne ricavavano per il riutilizzo metalli e materiali esplosivi. Le bombe venivano calate inizialmente nei fondali circostanti per ragioni di sicurezza ed quotidianamente palombari ne portavano in superficie la quantità per il lavoro giornaliero.
Nella notte fra il 5 e il 6 ottobre 1954 gli abitanti di Brenzone furono svegliati di soprassalto da una prima violenta esplosione a cui ne seguirono altre per tre giorni e tre notti. Da Assenza si riparò alla retrostante Sommavilla perché la violenza delle esplosioni faceva arrivare fino alla costa pezzi delle murature in calcestruzzo. Non morì nessuno perché l’unico presente di notte, il guardiano, aveva appena preso il largo sulla barca per tornare a terra. Ma rimasero per molti decenni sui fondali circostanti tutte le bombe non ancora recuperate per il disinnesco e durante tutto questo periodo durò il divieto di sbarco, anche se non raramente disatteso. La bonifica tardò molto infatti sia per mancanza di fondi, sia per la difficoltà ad assegnarne l’onere all’esercito, visto che al momento del sinistro non vi si svolgeva azione bellica ma attività industriale privata.
Infine, all'inizio del 2005, l'evacuazione è stata avviata grazie alle finanze della provincia di Verona, delle banche e della città di Brenzone. Fino a maggio 2006 sono state raccolte 26.000 bombe. Il recupero si è rivelato difficile perché molti degli esplosivi erano molto corrosi.
Gli edifici militari sono ancora visibili. Includono la vecchia caserma, il forte e il porto. La struttura è completamente smontata. Da allora si è discusso di un progetto museale.
Al momento l'isola è fruibile al pubblico, grazie all'opera di bonifica operata dagli artificieri dell'esercito italiano.